# Монклар (Од)
Монкла́р (фр. Montclar) — коммуна во Франции, находится в регионе Лангедок — Руссильон. Департамент коммуны — Од. Входит в состав кантона Монреаль. Округ коммуны — Каркасон.
Код INSEE коммуны — 11242.

## Население
Население коммуны на 2008 год составляло 186 человек.
| 1962 | 1968 | 1975 | 1982 | 1990 | 1999 | 2008 |
| ---- | ---- | ---- | ---- | ---- | ---- | ---- |
| 162  | 151  | 139  | 155  | 159  | 172  | 186  |

## Экономика
В 2007 году среди 123 человек в трудоспособном возрасте (15—64 лет) 91 были экономически активными, 32 — неактивными (показатель активности — 74,0 %, в 1999 году было 80,6 %). Из 91 активных работали 80 человек (46 мужчин и 34 женщины), безработных было 11 (4 мужчины и 7 женщин). Среди 32 неактивных 10 человек были учениками или студентами, 13 — пенсионерами, 9 были неактивными по другим причинам.